# Emelő

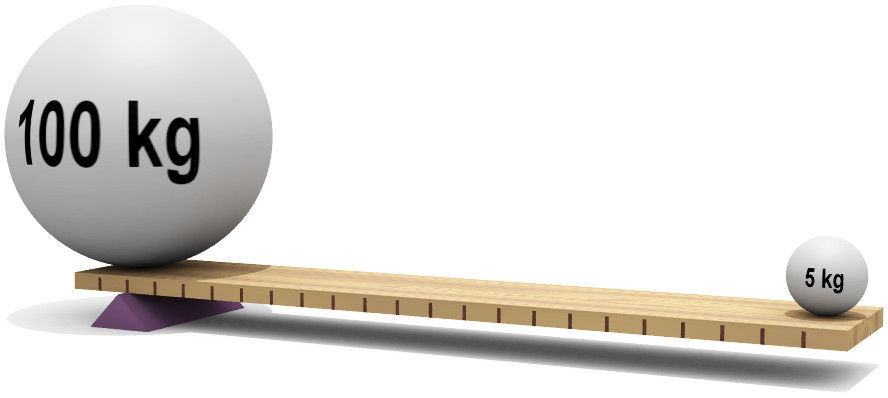
Az emelők használhatók a forgásponttól kis távolságra nagy erő kifejtésére, miközben csak egy kis erőt fejtünk ki a forgásponttól nagyobb távolságban.

Az emelő a hat klasszikus egyszerű gép egyike, tengely körül forgatható szilárd test. Többnyire rúd, melynek tetszőleges pontján erőt lehet kifejteni. Emelő használható többek között teher emelésére vagy mozgatására, de a mozgásirány megfordítására illetve mozgás sebességének növelésére, vagy akár súlymérésre is.
Az emelő egyik pontja elforgathatóan van megtámasztva vagy rögzítve, ez a forgáspont. A forgáspont és a teher erő (Q) hatásvonala közötti távolság a teher karja (q), a forgáspont és az erő (P) hatásvonala közötti távolság pedig az erő karja (p).

## Fajtái

### Egyoldalú emelő

Egyoldalú emelő erő növelésére

Egyoldalú emelő sebesség növelésére, rögzített forgásponttal.

Egyoldalú az emelő, ha az erő és a teher támadáspontja a forgáspont ugyanazon oldalán van.
Példák
- diótörő
- feszítő zabla
- futósúlyos híd mérleg
- taliga
- amikor a rövidebb karon hat az erő, mint a teher
  - baseballütő
  - csíptető
  - seprű
  - Biofizika, gerincesek szervezetében, például az emberi szervezetben:
    - az alkar a könyök ízülettel és a kétfejű karizommal
    - alsó állkapocs és az állkapocsízület
- Határesetek az egy- és kétoldalú emelők között
  - kajakevező
  - kerekes kút
  - kormánykerék
  - kilincs
  - villáskulcs

### Kétoldalú emelő

Kétoldalú emelő

Kétoldalú az emelő, ha az erő és a teher támadáspontja a forgáspont különböző oldalára esik.
Példák
- amikor a hosszabb karon hat az erő, mint a teher
  - futósúlyos kofamérleg
  - olló
- egyenlő erőkarral
  - precíziós mérleg
  - mérleghinta
- amikor a rövidebb karon hat az erő, mint a teher
  - Biofizika, gerincesek szervezetében, például az emberi szervezetben:
    - az alkar a könyök ízülettel és a háromfejű karizommal

## Emelő működésének elmélete

Az emelő elve azt mondja ki, hogy a fenti elrendezés statikus egyensúlyban van, ha F_{1}D_{1} = F_{2}D_{2}

Az emelő alapelve származtatható Newton mozgástörvénye, és a modern statika felhasználásával. Fontos megjegyezni, hogy az elvégzett munka mennyiségét az erő és távolság szorzata adja. Mondjuk hogy emelő segítségével egy adott tömeget fele akkora erővel megemeljünk, az erő alkalmazásának helyének a forgásponttól vett távolsága a kétszerese kell hogy legyen a megemelendő tömeg és a forgáspont távolságának. Például, hogy a felére csökkentsük a forgásponttól 1 méterre levő tömeg megemeléséhez szükséges erőt, a forgáspont túloldalán attól 2 méterre kell kifejtenünk az erőt. Az elvégzett munka mennyisége mindig állandó és független a kar méretétől (egy ideális kart feltételezve). A kar egyedüli szerepe, hogy az erőt a megfelelő távolságra eljuttassa.
Arkhimédész volt az első aki kifejtette az emelő elvét, mondván:
„Egyenlő távolságban lévő (azonos nagyságú) tömegek egyensúlyban vannak, míg különböző távolságba lévő egyenlő tömegek nincsenek egyensúlyban, hanem annak a tömegnek az oldalára billennek, amelyik nagyobb távolságban van.”
  Arkhimédész híres mondása: „Πα βω και χαριστιωνι ταν γαν κινησω πασαν.” („Adj nekem egy szilárd pontot és egy emelővel az egész világot kifordítom a sarkából.”)

## Az emelő törvénye
Az emelő törvénye kimondja, hogy az erőnek a forgáspontra vonatkozó forgatónyomatéka egyenlő a teher forgatónyomatékával:
P × p = Q × q
Vagy másképpen megfogalmazva:
Teherkar × Tehererő = Erőkar × Erő
Ha például 1 gramm tollat és egy 1 kg-os követ akarnánk egyensúlyba hozni, a toll 1000-szer távolabb lenne a forgásponttól mint a kő; ha 1 kg követ egy másik 1 kg-os kővel egyensúlyoznánk ki, a forgáspont középen lenne.

## Emelő más értelemben
Emelőmagasság
- Az a magasságkülönbség, amelyre például a szivattyú a folyadékot felemeli.

Emelőmágnes
- Darukon vastárgyak (ócskavas, lemez, sín) emelésére horog helyett alkalmazott tányér, vagy patkó alakú mágnes.

## Fordítás
- Ez a szócikk részben vagy egészben a Lever című angol Wikipédia-szócikk ezen változatának fordításán alapul.  Az eredeti cikk szerkesztőit annak laptörténete sorolja fel. Ez a jelzés csupán a megfogalmazás eredetét és a szerzői jogokat jelzi, nem szolgál a cikkben szereplő információk forrásmegjelöléseként.